# Confession d'un cannibale
Pour plus de détails, voir Fiche technique et Distribution.
Confession d'un cannibale est un film allemand réalisé par Martin Weisz, sorti en 2006.

## Synopsis
Katie Armstrong est fascinée par le cannibalisme, et en particulier par l'affaire Armin Meiwes qui a dévoré un homme consentant, à la suite d'une petite annonce passée sur le net. Dans le cadre de sa thèse, elle approfondit ses recherches, voulant en savoir toujours plus sur ce fait divers sordide... Mais sa quête se transforme bientôt en obsession.

## Fiche technique
- Titre original : Rohtenburg
- Titre américain : Grimm Love
- Scénario : T.S. Faull
- Pays :  Allemagne
- Langue : allemand
- Durée : 90 minutes
- Date de sortie : 4 août 2010 en  France

## Distribution
- Keri Russell : Katie Armstrong
- Thomas Kretschmann : Oliver Hartwin
- Thomas Huber : Simon Grombeck
- Rainier Meissner : Oliver jeune
- Angelika Bartsch : Viktoria
- Alexander Martschewski : Rudy
- Nils Dommning : Karl
- Marcus Lucas : Felik
- Pascal Andres : Simon jeune
- Helga Bellinghausen : Mère de Simon
- Sigrid Burkholder : Endeuillé 1
- Tatjana Clasing : Hanna
- Stefan Gebelhoff : Père de Simon
- Jonas Gruber : Rainer
- Bojan Heyn : Tyran
- Nikolai Kinski : Otto Hauser
- Renate Haujoks : Femme au foyer
- Valerie Niehaus : Margit
- Jörg Reimers : Père d'Oliver
- Dagmar Sachse : Endeuillé 2
- Sybille Schedwill : Madame Schinder
- Horst D. Scheel : Professeur Zech
- Pierre Shrady : Le principal
- Anatole Taubman : Homme désireux
- Axel Wedekind : Domino